# Бастрикін Олександр Іванович
Олександр Іванович Бастрикін (рос. Алекса́ндр Ива́нович Бастры́кин, нар. 27 серпня 1953, Псков, Псковська область, РРФСР, СРСР) — російський державний діяч, юрист. Голова Слідчого комітету РФ з 15 січня 2011 року. Генерал юстиції Російської Федерації (2016). Доктор юридичних наук (1987), професор (1990). Заслужений юрист РФ.
У зв'язку із Закон Магнітського та за порушення прав людини в Росії перебуває під санкціями Євросоюзу, США, Британії, Канади, Австралії та деяких інших країн.  

## Життєпис
У 1970 році Бастрикін закінчив 27 середню школу з поглибленим вивченням російської мови, літератури та історії.
У 1975 році закінчив юридичний факультет Ленінградського державного університету.
В юнацькі роки Бастрикін протягом восьми років займався класичним танцем у Народному театрі балету Палацу культури імені Першої п'ятирічки. Поряд з цим захоплювався волейболом, грав на гітарі в студентському вокально-інструментальному ансамблі юридичного факультету ЛДУ.
У 1975—1978 роках служив в органах внутрішніх справ Ленінграда — інспектором карного розшуку, слідчим.
Працюючи міліції, вступив до лав КПРС.
З партії не виходив аж до припинення її діяльності в 1991 році.
У 1979—1980 роках — аспірант юридичного факультету ЛДУ по кафедрі кримінального процесу і криміналістики.
У 1980 році захистив на Вченій раді юридичного факультету ЛДУ кандидатську дисертацію по темі: «Проблеми розслідування кримінальних справ».
У 1987 році там же захистив докторську дисертацію Взаємодію внутрішньодержавного та міжнародного права у сфері радянського кримінального судочинства.
У 1980—1988 роках — викладач юридичного факультету ЛДУ по кафедрі кримінального процесу і криміналістики. Викладацьку діяльність в університеті поєднував із громадсько-політичною роботою.
У 1980—1982 роках — секретар комітету ВЛКСМ ЛДУ, член партійного комітету ЛДУ.
У 1982—1983 роках — секретар Ленінградського міськкому ВЛКСМ. У 1983—1985 роках — секретар Ленінградського обкому ВЛКСМ. Курирував роботу відділів агітації і пропаганди, культури, військово-патріотичного виховання молоді, Ленінградського міського комсомольського оперативного загону, питання взаємодії з комсомольськими організаціями Ленінградського військового округу, Ленінградської військово-морської бази, внутрішніх і прикордонних військ, правоохоронних органів Ленінграда і Ленінградської області. Був народним депутатом Дзержинської районної ради народних депутатів Ленінграда і Ломоносівської ради народних депутатів Ленінградської області.
У 1985—1986 роках — старший викладач юридичного факультету ЛДУ, вів основний курс лекцій і практичних занять з криміналістики, читав спецкурс «Розшук, дізнання, слідство».
У 1986—1988 роках — заступник секретаря парткому КПРС.
У 1988—1991 роках — директор інституту удосконалення кваліфікації слідчих працівників при Прокуратурі СРСР в Ленінграді, завідувач кафедри слідчої тактики.
Жовтень 1991 року — січень 1992 року — тимчасово не працював.
1992 — завідувач кафедри права.
1992—1995 роках — ректор і професор Санкт-Петербурзького юридичного інституту.
У 1995 році — завідувач кафедри, професор кафедри транспортного права Санкт-Петербурзького державного університету водних комунікацій.
У 1996—1998 роках — помічник командувача військами округу з правової роботи — начальник правового управління Північно-Західного округу внутрішніх військ МВС Росії. Одночасно вів викладацьку роботу в Санкт-Петербурзької Академії МВС Росії і Санкт-Петербурзькому училищі внутрішніх військ МВС Росії.
У 1998—2001 роках — директор Північно-Західного відділення Російської правової академії Міністерства юстиції РФ, Голова Вченої ради, завідувач кафедри теорії держави і права.
У 2001—2006 роках очолював Головне управління Міністерства юстиції Російської Федерації Північно-Західному федеральному округу, продовжуючи викладацьку роботу у Російської правової академії Мін'юсту Росії.
З 12 червня 2006 року — начальник Головного управління Міністерства внутрішніх справ Російської Федерації в Центральному федеральному окрузі.
6 жовтня 2006 року на 183-му засіданні Ради Федерації РФ Бастрикін був затверджений на посаді заступника Генерального прокурора РФ.. На посаді заступника Генерального прокурора РФ курирував питання дотримання законності в органах попереднього слідства.
22 червня 2007 року — затверджений заступником генпрокурора РФ.
З 7 вересня 2007 року Бастрикін приступив до виконання обов'язків на новій посаді. З посади Першого заступника Генерального прокурора РФ він звільнений не був.
15 січня 2011 року призначений Головою Слідчого комітету РФ.

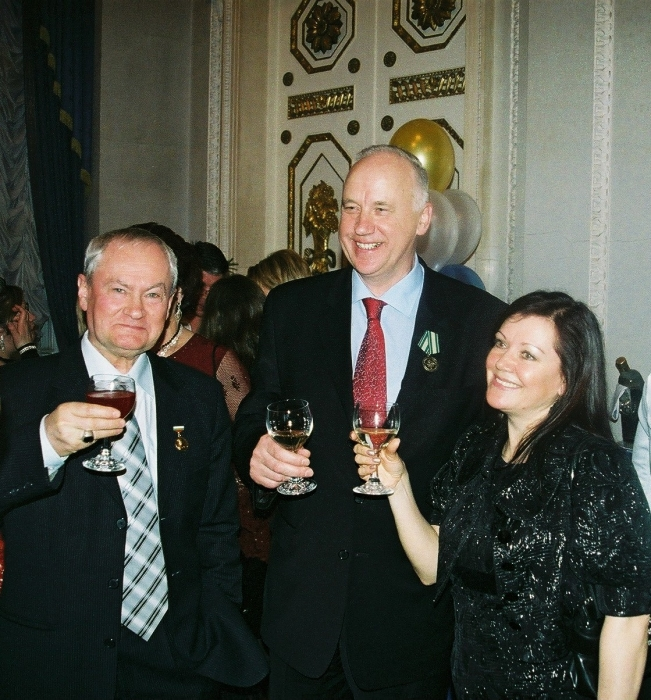
Бастрикін із Караєвим, листопад 2009

Член Президії Ради при Президенті РФ з протидії корупції.

### Голова Слідчого комітету РФ
З 15 січня 2011 року — Голова Слідчого комітету РФ.
У 2008 році Бастрикін особисто очолив розслідування вбивства прокурора Саратовської області. Ретельно підготовлене замовне вбивство було розкрито в гранично короткий строк — протягом трьох тижнів.
У серпні 2008 року особисто очолив роботу слідчої групи Слідчого комітету в складі 250 слідчих на території Південної Осетії з розслідування фактів збройної агресії Грузії проти Південної Осетії. Підсумком розслідування стали понад 500 томів кримінальної справи, переданих Росією в Міжнародний Суд у Гаазі.
22 травня 2009 року Бастрикін виступив з різкими заявами на міжвідомчій нараді з питань боротьби із злочинністю.
У 2010 році керував розслідуванням масового вбивства в станиці Кущевська Краснодарського краю.
15 січня 2011 року Слідчий комітет РФ став самостійним органом в Росії.
Керував діяльністю слідчої бригади СК РФ по розслідуванню злочинної діяльності Барсукова-Кумаріна, засудженого 18 серпня 2016 року до 23 років позбавлення волі.
У 2014 році ініціював кримінальне переслідування вищих посадових осіб Міністерства оборони та внутрішніх справ України, а також військовослужбовців української армії за «вчинення тяжких злочинів проти мирного населення Південного Сходу України. Зазначеним особам пред'явлено обвинувачення у вчинення військових злочинів і геноциду», вони оголошені в міжнародний розшук.
Ввів в повсякденну практику щомісячні особисті прийоми громадян Головою Слідчого комітету РФ у Москві та інших регіонах Росії, відкрив у регіонах приймальні Голови СК РФ.
За ініціативою Бастрикіна в 2016 році утворено Раду керівників слідчих органів СК Росії для обговорення актуальних проблем діяльності територіальних підрозділів СК РФ, а також Рада молодих слідчих Слідчого комітету РФ для обговорення і вирішення нагальних проблем у їх діяльності.
З'явився ініціатором створення Кадетського корпусу Слідчого комітету РФ імені Олександра Невського в Москві, а також кадетських класів у різних регіонах країни.
За її ініціативою створені й успішно функціонують Московська і Санкт-Петербурзька Академія Слідчого комітету РФ. 1 вересня 2017 року передбачається відкриття в Санкт-Петербурзі другого кадетського корпусу Слідчого комітету Росії.
У липні 2017 року, Бастрикіним прийнято рішення про створення в Слідчому комітету Криміналістичного центру.

## Санкції
З 28 квітня 2017 року перебуває під персональними санкціями України.
9 січня 2017 року США внесли Бастрикіна до «списку Магнітського». 
21 лютого 2017 року Палата громад Великобританії ухвалила закон-аналог «Закону Магнітського» США, куди разом із іншими росіянами включила Бастрикіна.
3 листопада 2017 року через закон про жертв корумпованих іноземних урядів — аналог «акту Магнітського», включений до списку санкцій Канади, з аналогічних підстав у 2022 році потрапив і під санкції Австралії.
2 травня 2021 року був внесений до списків санкцій ЄС за серйозні порушення прав людини в Росії, включаючи довільні арешти та затримання, а також «широкомасштабні та систематичні репресивні кампанії комітету проти російської опозиції, спрямовані проти її членів і провідні проти них розслідування».

## Сім'я
Є непризнаний син - Борис Олександрович Ревнов (радник управління конституційних основ публічного права)

## Нагороди

### Державні нагороди
- Орден «За заслуги перед Вітчизною» IV ступеня (2008).
- Орден «За заслуги перед Вітчизною» II ступеня» (2012).
- Орден Олександра Невського — за активну законотворчу діяльність, заслуги у зміцненні законності і правопорядку, багаторічну сумлінну працю (2013)[12].
- Орден Пошани (2014).
- Орден Пошани (так звана «Південна Осетія», (Грузія) 2009)
- Орден Дружби (Вірменія, 2016)
- Орден «За заслуги»
- Почесна грамота Президента Російської Федерації (2009)
- Почесна грамота Голови Ради Федерації Федеральних Зборів РФ
- Почесна грамота Державної Думи Федеральних Зборів РФ
- 11 січня 2007 року присвоєно звання «Заслужений юрист РФ»[13].

### Громадські нагороди
- Орден Петра Великого I ступеня «За видатні заслуги і великий особистий внесок у розвиток і зміцнення Держави Російської»
- Знак Честі «Срібний хрест» Георгіївського Союзу
- Лауреат Премії Асоціація юристів Росії|Асоціації юристів Росії(2011)
- Почесна грамота Регіональної громадської організації «Ліга ветеранів служби по боротьбі з організованою злочинністю».
- Диплом Російсько-Слов'янського руху «Російський марш-слов'янське віче» — за особистий внесок у справу відродження національної самосвідомості, духовно-моральних підвалин російського народу.

### Звання
- Почесний працівник юстиції Росії.
- Почесний працівник прокуратури РФ.
- Почесний працівник Слідчого комітету при Прокуратурі РФ.
- Почесний співробітник Слідчого комітету РФ.

### Чини
- Державний радник юстиції 2 класу органів юстиції (2002)[14].
- Державний радник юстиції 1 класу (2006)[15]
- Полковник міліції
- Козачий полковник
- Генерал-полковник юстиції (2011)
- Генерал юстиції РФ (2016)[16].